# Коланжур
Коланжур — река в Бричанском районе Молдавии. Является левым притоком реки Ларги (левый приток Прута).
Длина реки 9 км. Формируется в безымянной балке, подпитывается из пруда, наполняемого водоводом.
Начинается к северу от села Ларга вблизи украинской границы и течёт преимущественно на юг через село Павловка. Впадает в небольшой пруд на реке Ларге у села Котяла.
На реке сооружён ряд прудов, пересекает автодорога Котюжаны — Ларга.